# Regione del Ruvuma
La regione del Ruvuma (ufficialmente Ruvuma Region in inglese) è una regione della Tanzania. Prende il nome dal fiume Ruvuma che scorre lungo il confine meridionale della regione, che la separa dal Mozambico. Confina a nord con la regione di Morogoro, a nord-est con quella di Lindi, a est con quella di Mtwara e a nord-ovest con la regione di Iringa.

## Distretti
La regione è divisa amministrativamente in 5 distretti:
- Songea urbano
- Songea rurale
- Mbinga
- Namtumbo
- Tunduru